# 蓮見孝之
蓮見 孝之（はすみ のりゆき、1981年6月2日 - ）は、TBSテレビのアナウンサー。同局では、知育教育プロジェクトや放送表現用語委員会の委員も務めている。

## 来歴
浦和市立大牧小学校（現・さいたま市立大牧小学校）、浦和市立尾間木中学校（現・さいたま市立尾間木中学校）、浦和市立高等学校、法政大学経済学部卒業。

### 学生時代
- 小学生の頃は大牧サッカー少年団に入る[5]。
- 中学と高校時代はサッカー部に所属[9]。高校在学中はゴールキーパーとして活動[8]。入学早々に高校総体の埼玉県予選のメンバーに選ばれ、同じ年の夏には市の高校選抜チーム一員としてオーストラリア遠征に参加した[8][9]。大学在学中にJFA公認のC級コーチライセンス[4]と4級審判員に合格し、母校のサッカー少年団のコーチ[4]や横浜FCでスタジアムアナウンサーを経験した。
- 高校時代までずっとサッカーをしてきて、大学に入って何かスポーツ以外のことをしてみたいと思いアナウンス研究会に加入[10]。自主マスコミ講座にも所属した[10][11][12]。
- 大学1年生の秋[10]、『ウンナンのホントコ!』の人気企画「未来日記」に出演し、番組のオーディションで選ばれた蓮見とヒロインの女性に加えて、かつて女性と交際していた元彼が出演した。この番組出演を機にテレビ業界への憧れが広がる[10]。
- 2004年に、アナウンサーとしてTBSテレビへ入社。実際には大学3年時の2002年に採用が内定していたが、内定の通知を受けてから、高等学校公民科の教員免許を取得した。

### TBSテレビへの入社後
- TBSラジオの『大沢悠里のゆうゆうワイド』で代理でMCを務めた際にコールサインを「JOKR」[13]と読み上げるべきところを「JOQR」と誤ったことにより、2006年12月17日に『伊集院光 日曜日の秘密基地』の特番『TBSラジオ2006年好プレー珍プレー大賞』で第1位を獲得した[14]。その後は、2017年4月から『蓮見孝之 まとめて!土曜日』（土曜日早朝の生放送番組）のパーソナリティを任されている。
- 『王様のブランチ』でアメリカのテレビドラマ『Prison Break』シーズン2を取材中、ビルの清掃員役としてエキストラ出演した。
- 2008年に大徳絵里（当時は東北放送のアナウンサー）と結婚[15]。結婚後に2児を授かったことなどから、2015年に保育士の資格を取得した(その後、第三子も授かる)。2022年には、厚生労働省後援のイクメンプロジェクトによる「イクメン オブ ザ イヤー2022」（第12回）をイクメンアナウンサー部門で受賞している[16]。
- 2023年6月17日から、体調不良を理由に担当番組を順次休演[17]。医師からの勧めを受けて、同月下旬から12月まで休職していた。2024年1月9日から職場に復帰[18]。同月31日の『TBS NEWS』（CS放送版）[注 2]から、テレビ番組への出演を再開した[19]。地上波の番組では、休職の直前まで月・火曜日の午前11時台に務めていた『JNN NEWS』のキャスターを、2月13日（火曜日）から再び担当。2016年の4月改編から金曜日に『ひるおび』内の一部コーナーで務めていた「プレゼンター」（進行役）にも、2024年の4月改編から午後枠で復帰している。
- JNN・JRNの加盟局から優秀なアナウンサーを毎年表彰するアノンシスト賞では、2022年度（第48回）までに、優秀賞を「テレビ　フリートーク部門」で2回・「ラジオ　フリートーク部門」で1回受賞。TBSテレビを一時休職していた2023年度には、『ふらっと　こどもでんわそうだんしつ』（TBSラジオ）へ出演した際のやり取りが第49回の全国審査会で高く評価された末に、「ラジオ　フリートーク部門」の最優秀賞に選ばれている[20]。

## 人物

### 趣味・特技
- サッカー[6]
- 書道 - 小・中・高校時代に埼玉県の硬筆・書道展覧会で10年連続入賞[6]。子供の命名書の他、同期の赤荻歩アナウンサーや友人の子供の命名書も書いた[6]。
- カラオケでは織田哲郎を選曲し、歌詞が良いと「君の瞳にRainbow」がお勧めで、この曲が使われていたドラマ『刑事貴族3』が好きだった[21]。

### 免許・資格
- 保育士免許、高校公民科教員免許、似顔絵検定3級、秘書技能検定2級、サービス接遇検定2級、漢字検定2級、声優能力検定1級、ビジネス電話検定知識A、BSACオープンウォーター[6]

### 家族
- 父はTBSの下請けの番組制作会社でカメラマンのアルバイトをしていたことがあり、「番組のスタッフロールに自分の名前が出てくることが夢だった」と母から話を聞き、「俺にはテレビ業界を目指していい血が流れてるって思って、アナウンサーになってやろうという気になった」とインタビューで答えている[10]。
- 2歳下の弟もサッカーをしていて、小学生の頃から地域の選抜チームに選ばれ、他県の大会に参加していたという[9]。
- 妻の絵里は同じ年齢で、大学生時代から交際していた[15]。結婚後、3人の男児をもうける[9]一方で、圭三プロダクション → ホリプロ所属のフリーアナウンサーとして活動している[15]。

### 交友関係
- NHKアナウンサーの大嶋貴志（クラスも同じ）、鈴木奈穂子とは法政大学の自主マスコミ講座で、アナウンサーを目指した仲間[10]。
- 法政大学自主マスコミ講座（アナウンサーコース）で講師をしていたことがある。その時に教えていた学生の1人が渡部峻で、卒業後の2019年にアナウンサーとしてTBSテレビへ入社している[22]。
- フジテレビアナウンサーの榎並大二郎と育児関連のイベントで会う機会が増えて、話すようになりLINEの交換をした[23]。前述のイクメン オブ ザ イヤー2022は榎並も共に受賞している[16]。

## エピソード
- 学生時代に焼き鳥屋でアルバイトをしていた[24]。

## 現在のレギュラー番組

### テレビ
- Nスタ
  - 水曜・木曜ナレーター：2025年4月2日 -
  - 金曜ニュースキャスター：2025年4月4日 -
- ひるおび（金曜日のプレゼンター）
  - 午後枠担当：2016年4月 -　2021年9月／2022年10月 - 2023年9月
  - 午前枠担当：2021年10月 - 2022年9月／2024年4月 -
- JNNニュース（『ひるおび』へ内包されている平日昼前分）
  - 月 - 水曜日担当：2016年3月28日 - 2017年9月
  - 月・火曜日担当：2017年10月 - 2023年9月
  - 火曜日担当：2024年2月13日 - 2024年3月26日
  - 火・木曜日担当：2024年4月2日 - 2024年4月30日
  - 木曜日担当：2024年5月2日 - 2025年3月27日

### YouTube
- どうぶつ奇想天外・WakuWaku（ナレーター）

### その他の活動
- TBS Voice（講師・運営補佐）
- 知育・教育プロジェクト（委員）
- 放送表現用語委員
- 新聞用語懇談会放送分科会（委員）
- さいたま市「夢工房 未来くる先生 ふれ愛推進事業」（社会人講師）

## 過去の担当番組

### テレビ

#### レギュラー出演
- みのもんたの朝ズバッ!
  - 番組立ち上げ時から取材キャスターとして主に報道現場での取材・中継を担当。2008年4月から、柴田秀一の後任としてニュースキャスターに昇格。2009年、総合司会のみのもんた不在時には、約2週間に渡って、総合司会代理を務めた。2009年12月29日をもって竹内香苗とともに番組を降板。
- Nスタ（日曜、2011年4月3日 - 2012年3月18日） - レギュラー着任前から代役も担当していた。また、2024年6月23日・7月7日には後輩アナウンサーの不祥事による代理で出演。
- JNNニュース（日曜）
- 王様のブランチ（「DVDブラボー」、2006年10月 - 2012年3月31日）
  - 担当コーナー名から「ブラボー蓮見」の愛称で番組に出演。
- JNNフラッシュニュース（金曜）
- 世紀のワイドショー!ザ・今夜はヒストリー（月曜 → 水曜） - リポーター。2012年4月以降は出演していない。
- ニュースバード1600（TBSニュースバード、水・木・金曜 → 金曜、2010年3月31日 - 2012年3月30日）
- NEWS23X→NEWS23（フィールドキャスター、2012年3月26日 - 2016年3月25日）
- news23（ナレーター、月曜、2022年7月4日 - 12月）
- From TBS（ナレーション）

#### 単発出演ほか
- オビラジR
- さんまのSUPERからくりTV - 「からくり外国人日本王」
- 格闘技中継（K-1 WORLD MAX、HERO'S、K-1 PREMIUM Dynamite!!） - 実況リポーター
- ローマを夢見たアンコールワット 東南アジア最大覇権王朝の栄光と真実〜すべての道はアンコールに通ず〜（BS-TBS、2011年1月1日・1月2日） - サブMC
- 東北地方太平洋沖地震発生による報道特別番組（2011年3月11日） - 発生時、放送していた『3年B組金八先生』再放送を中断し、報道フロアより第一報を伝えていた。これは当時レギュラー出演していた『ニュースバード1600』の準備をしているさなかに大地震が発生し、急遽カメラの前に立ったものである。
- ラヴィット!
  - 2022年1月21日：ニュースキャスターの赤荻歩の代役
  - 2024年3月4日：オープニングコーナーとして『はなまるマーケット』のコーナー「クイズママダス」が一日限りの復活となったことから、「はなまるエプロン隊」として赤荻・南波雅俊（後輩のTBSテレビアナウンサー）・三拍子（お笑いコンビ）と揃って出演。TBSテレビ復職後初めてニュース以外での出演。

#### ドラマ
- まとわりつくオンナ - 五つの地獄編 第1話（2020年3月6日、TBS）[25]
- 半沢直樹 第4話（2020年8月9日、TBS）
- 日本沈没-希望のひと- 第1話・8話（2021年10月10日・12月5日、TBS）

### ラジオ
- ザ・トップ5（2011年10月5日 - 2012年3月28日、水曜担当） - 番組内では「俗物・オモリー・蓮見」を名乗り、アナウンサーらしからぬテンションと発言で番組を盛り上げていた。ニックネームの由来は、「俗物」は蓮見が俗物好きであることから、「オモリー」は番組パートナー高野政所からつけられたニックネーム「オモリーマン」（面白いサラリーマンの意）から。
- 土曜朝イチエンタ。堀尾正明+PLUS! - 堀尾不在時のメインパーソナリティ代行で数回出演。
- 週末お悩み解消系ラジオ ジェーン・スー相談は踊る　-　2014年以降 「代行MC」として複数回出演。

以下の番組には、2023年6月に休職するまでレギュラーで出演。休職期間中の同年9月から、「一時離脱」と扱われていた。2024年1月に復職してからは、出演を再開していない。
- ジェーン・スー 生活は踊る（木曜パートナー、2016年4月14日 - 2023年6月8日）
- 蓮見孝之 まとめて!土曜日（パーソナリティ、2017年4月1日[26] - 2023年6月17日）

2023年10月7日放送分から『まとめて!土曜日』へ改題するとともに、同僚（TBSテレビのアナウンサー）の藤森祥平がパーソナリティを担当。
- ザ・Podcastワールド（番組内での案内ナレーション、2023年4月3日 - 6月12日）

体調不良によるレギュラー番組休演により、同年6月19日は小笠原亘が担当。TBSテレビの休職が発表されてからの翌週26日から最終回の9月25日までは宇内梨沙が代理で担当していた。番組終了時の挨拶については、最終回を除いて宇内の担当中も引き続き蓮見が事前収録した音声を用いていた。
- TBS知育教育ラジオ オヤノココロコシラジ（2021年1月5日[28] - 2023年5月）

単独番組としての毎週放送を経て、2021年4月から2023年9月まで、毎週最終木曜日にフロート番組扱いで『アシタノカレッジ』内の23時台に編成。スタジオの動画を音声と共にTBSラジオのYouTube公式チャンネルから配信している収録番組で、休職期間中（2023年6月分以降）は、後輩アナウンサーの伊藤隆佑がパーソナリティを代行していた。

## 同期入社
- 赤荻歩